# Väylänsaari
Väylänsaari is een eiland in de rivier de Muonio, die de grens vormt tussen Zweden en Finland. Het ligt tussen het dorp Kolari en het Finse eiland Kolarinsaari in, heeft een oppervlakte van ongeveer tien hectare, heeft geen oeververbinding en is onbebouwd.
Kenttäsaari nabij Maunu · Alasaari nabij Karesuando · Kivisaari · Lintiputaansaari · Ungelosaari · Alasaari nabij Palojoensuu · Järämänsaari · Hirvassaari · Niittysaari · Koivusaari (Zweeds) · Palsarinsaari · Kenttäsaari ·  Alkkulasaari · Koivusaari (Fins) · Viiksinsaari · Rukomasaari · Ojasensaari · Luhtasaari · Laurukainen · Naapankisaari · Kihlangisaari · Iso Aareansaari · Vekarasaari · Kolarinsaari · Kokko · Väylänsaari · Pyysaari · Alanen · Lompolonsaari